# Electreto

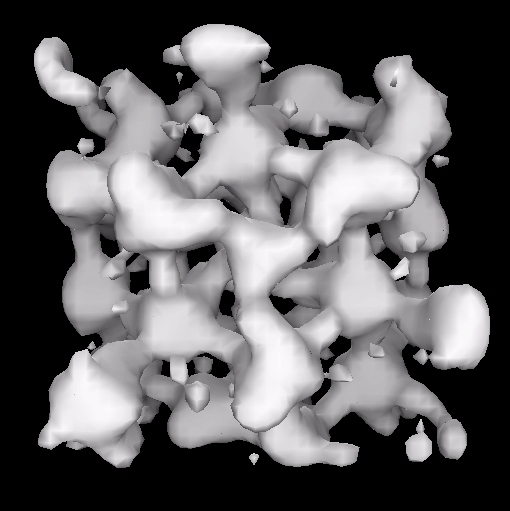
Cavidades e canais num Electreto

Um electreto é um composto iônico cujo ânion é um eléctron.  Os primeiros electretos bem estudados foram soluções de metais alcalinos em amônia líquida.  Quando o sódio metálico é dissolvido em amônia, resulta uma solução azul (quando em baixas concentrações; bronze para altas) consistindo de [Na(NH3)6]+ e eléctrons solvatados.  Estas soluções são altamente redutoras, como demonstra sua utilização na redução de Birch.  Por evaporação das mesmas obtém-se um espelho de Na. Perdem gradativamente a coloração à medida que os eléctrons reduzem a amônia:
[Na(NH3)6]+e−  +  NH3  →  NaNH2  +  H2
A adição de 2,2,2-criptante a uma solução de [Na(NH3)6]+e− fornece [Na(2,2,2-crypt)]+e−.  A evaporação destas soluções gera um sal paramagnético de formula [Na(2,2,2-crypt)]+e−, que se decompõe acima de 240 K. Em sais deste tipo, o eléctron está deslocalisado entre os cátions. Os electretos são paramagnéticos e isolantes de Mott
Há forte evidência teórica de comportamento do tipo electreto nas recém-descobertas formas de alta-pressão isolantes do sódio e do lítio.

## Leia também
- J. L. Dye, M. J. Wagner, G. Overney, R. H. Huang, T. F. Nagy, and D. Tománek (1996). «Cavities and Channels in Electrides» (reprint). J. Am. Chem. Soc. 118. 7329 páginas. doi:10.1021/ja960548z